# San Giovanni Gemini

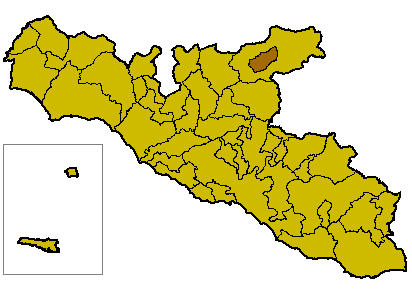
Ubicació de San Giovanni Gemini dins de la província

San Giovanni Gemini (sicilià San Giuvanni ) és un municipi italià, dins de la província d'Agrigent. L'any 2008 tenia 8.087 habitants. Està enclavat dins el municipi de Cammarata.

## Administració
| Període | Identitat     | Partit        |
| ------- | ------------- | ------------- |
| 2008-   | Valerio Viola | Llista cívica |